# Passo del Salang
Il passo del Salang (persiano: كتل سالنگ Kotal-e Sālang) (alt. 3878 m) è il più alto valico di montagna che, nella catena dell'Hindu Kush, collega il nord dell'Afghanistan con la provincia di Kabul.
Insieme al passo Kushan è da sempre un valico di estrema importanza nei collegamenti fra la regione di Kabul e le zone settentrionali dell'Afghanistan.
Nel 1964 l'Unione Sovietica costruì il traforo del Salang (2600 m), scavato sotto al passo all'altitudine di 3370 m, rendendo così la percorrenza più sicura, evitando neve e frane.
È nelle vicinanze del passo del Salang che nasce il fiume Salang che da qui scorre verso sud.

## Sciagura del traforo di Salang del 1982
Il 2 novembre 1982, durante l'intervento sovietico in Afganistan, un veicolo di un convoglio militare che si spostava verso sud urtò un'autobotte di carburante che viaggiava in direzione opposta, provocando una forte esplosione presso una delle uscite del tunnel. L'incendio che ne seguì provocò numerosi morti sia tra i militari sovietici, sia tra i civili. Le stime delle persone morte oscillano tra le 180 e le 3000, ma le informazioni disponibili sono molto limitate a causa della rigida censura militare.